# Wearable

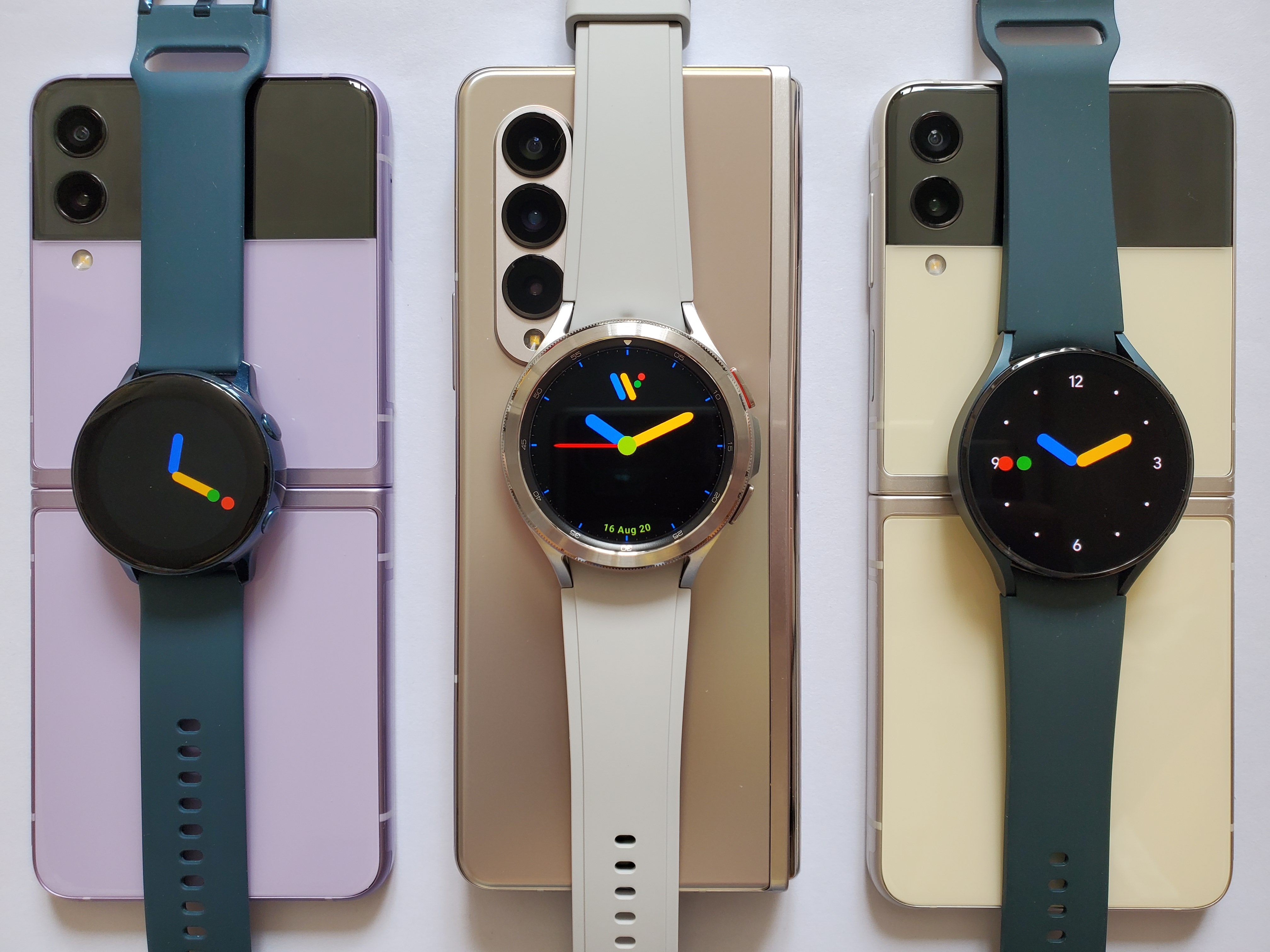
Rellotge intel·ligent

Dins del sector tecnològic i més concretament de l'electrònica de consum un wearable o dispositiu wearable és aquell dispositiu que es porta a sobre, sota o inclòs a la roba i que està sempre encès, no necessita encendre's i apagar-se. Unes altres de les seves característiques és que permet la multitasca pel que no requereix deixar de fer una altra cosa per ser usat i pot actuar com a extensió del cos o ment de l'usuari.

Malgrat que en l'actualitat se li coneix a aquesta categoria de productes com a dispositius wearable també poden anomenar-se dispositius vestibles, portables o posables i fins i tot complements intel·ligents.
En l'actualitat els dispositius més importants dins d'aquest sector segons la seva categoria són rellotges intel·ligents, polseres d'activitat, ulleres intel·ligents o roba intel·ligent entre d'altres. Segons el seu ús es poden dividir en cinc grans grups:
- Salut
- Esports i Benestar
- Entreteniment
- Industrial
- Militar

## Història

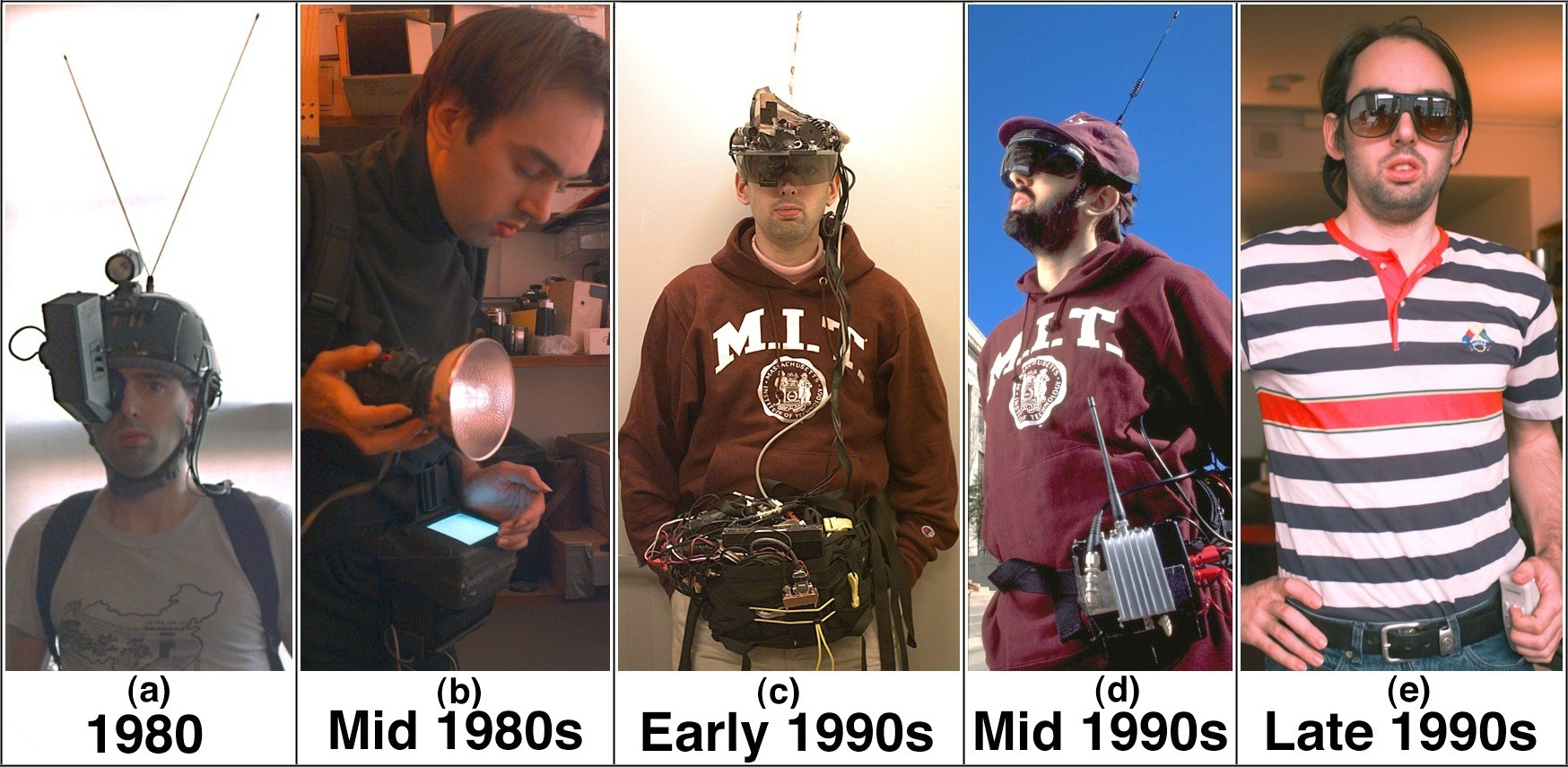
Evolució del dispositiu wearable WearComp de Steve Mann des de la dècada de 1980 fins a models més actuals

En el sentit ampli del concepte els primers wearable podrien ser datats fa diversos segles i englobar objectes com els primers àbacs en collarets o anells al segle xvi, el primer rellotge de polsera datat en 1810 i fabricat per Breguet per a la Reina de Nàpols o el dispositiu ocult en sabates que van usar Thorp i Shannon per fer paranys en les ruletes dels casinos en les dècades dels 60´ i 70´.
Entenent dispositiu wearable només com aquell dispositiu electrònic capaç de ser programat per l'usuari per dur a terme accions complexes el primer ho va inventar Steve Mann al final de la dècada dels 70´.
Des de fa uns quants anys, estan plantejant-se com a eines d'ús per millorar la qualitat d'atenció dels pacients, i estan sent objectiu de desig per la indústria sanitària per veure la seva possible comercialització.

## Comercialització

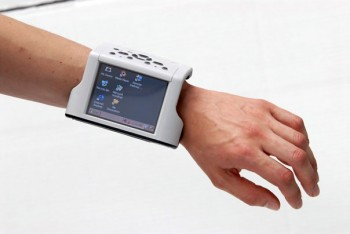
Imatge del dispositiu wearable de nina ZYPAD d'Arcom Control Systems

L'arribada dels dispositius wearable al mercat de masses va ser intentada per empreses com Xybernaut, CDI Corporation i ViA, Inc., encara que amb escàs èxit. Xybernaut va intentar aliances amb grans empreses com IBM i Sony amb la idea de portar els wearable al consumidor mitjà, però en 2005 i enmig d'una investigació federal i un escàndol financer va entrar en fallida Chapter 11. ViA, Inc. també va fallir en 2001. En 1998 Seiko va treure al mercat Ruputer, un rellotge intel·ligent amb una grandària considerable amb escàs èxit. En 2001 IBM va desenvolupar i va presentar dos prototips de rellotge intel·ligent usant Linux com a sistema operatiu. L'últim que es va saber va ser 2004 Arxivat 2011-07-10 a Wayback Machine., dient que costaria 250$ però fins avui no ha vist la llum. El 2002 Fossil, Inc. va anunciar el seu Fossil Wrist PDA, usant Palm US. La seva data de llançament era estius de 2003, però va ser retardada diverses vegades fins que finalment va sortir al mercat el 5 de gener de 2005. Timex Datalink és un altre exemple de wearable. Hitachi va llançar el seu dispositiu wearable en 2002 al que va cridar Poma. Eurotech va començar a fabricar ZYPAD, un wearable de nina amb pantalla tàctil GPS, Wi-Fi i connectivitat Bluetooth i que tenen la capacitat d'executar nombroses aplicacions pròpies. En 2013 el MIT va desenvolupar un wearable capaç de mesurar la temperatura corporal i aquest tipus de sensors s'estan incorporant en gran quantitat de prototips. En 2015 es produeix el llançament de l'Apple Watch, rellotge intel·ligent al com es considera clau en el fort creixement que experimenta en aquests moments el mercat dels wearables.